# Personaggi di Zack e Cody sul ponte di comando
Questa voce contiene informazioni relative ai personaggi della serie televisiva di Disney Channel Zack e Cody sul ponte di comando.

## Zack Martin
Zack Martin, interpretato da Dylan Sprouse, è nato a Seattle presso l'ospedale di San Joseph, alle 6:30 di sabato. Nell'episodio Il sommergibile, ha detto di essere del 1993. È fratello gemello di Cody, e nell'episodio Il triangolo delle Bermuda rivela di essere più grande di lui di dieci minuti.
Dopo aver abitato in un hotel con il fratello Cody nella serie madre, si trasferisce con lui sulla S.S. Tipton e inizia a frequentare la Seven Seas High: la scuola a bordo della nave SS Tipton. Avendo speso in pochi giorno tutti i soldi che sarebbero dovuti durare per l'intero semestre scolastico, Zack è costretto a lavorare come barista. All'inizio della terza stagione, Zack conosce una nuova studentessa della scuola di nome Maya, della quale si innamora, e che nell'episodio Amore e Guerra diventa la sua ragazza.

## Cody Martin
Cody Martin, interpretato da Cole Sprouse, è un ragazzo maturo, intelligente e sensibile. Ha ottimi risultati scolastici, tuttavia non rende bene nello sport.
Cody, dopo aver abitato in un hotel nella serie madre insieme a suo fratello Zack, si trasferisce sulla S.S. Tipton con lui e inizia a frequentare la Seven Seas High: una scuola a bordo della nave S.S. Tipton. Lavora come “ragazzo degli asciugamani”, a causa del fratello Zack, che, in pochi giorni, ha speso tutti i soldi che sarebbero dovuti durare per l'intero semestre scolastico. Cody si innamora di Bailey Pickett, una studentessa della Seven Seas High, ed organizza un piano di sei mesi per cercare di conquistarla.

## London Tipton
London Tipton, interpretata da Brenda Song, è nata nel 1990, da padre statunitense e madre thailandese. I suoi genitori si sono separati quando era bambina, e le sono sempre stati lontani. London ama vestirsi solo con abiti firmati e fare shopping. Nell'episodio Miss Tipton, London ammette di fare shopping quando si sente depressa.
A volte esprime la sua felicità battendo le mani e saltando ripetutamente dicendo: "Viva me!".
Vive sulla nave da crociera SS Tipton. Suo padre, infatti decide di farle frequentare la Seven Seas High, la scuola liceale che si trova a bordo, in modo da renderle impossibile fuggire dalle lezioni, data l'impossibilità di scappare da una nave.

## Bailey Pickett
Bailey Marie Pickett, interpretata da Debby Ryan, è una studentessa della Seven Seas High, nata a Kettlecorn, Kansas. Bailey vive con la sua famiglia in una fattoria e, sebbene ami il suo paese, si rende conto di volere provare nuove avventure e decide di frequentare la scuola a bordo della SS Tipton.
Bailey ha molto talento in tutte le materie (nell'episodio Naufraghi scopriamo che ha A++ in Geografia, quindi un nostro dieci con lode), e, nell'ultimo episodio della serie, si diploma e viene a sapere di essere stata ammessa all'Università di Yale.
Cody Martin ha organizzato un piano di sei mesi per diventare il ragazzo di Bailey. Quando Hannah Montana sale a bordo della nave, Cody coglie al volo l'opportunità e offre a Bailey un biglietto per il concerto. Bailey è entusiasta e lo bacia, dando inizio alla loro relazione romantica. Nell'ultimo episodio della seconda stagione, Bailey e Cody festeggiano a Parigi il loro primo anniversario, ma un equivoco provoca la rottura del rapporto.
Durante la terza stagione i due ragazzi si amano ancora, ma ognuno è troppo orgoglioso per ammetterlo. Nell'episodio Accadde a Kettlecorn si rimettono insieme.

## Marcus "Lil'" Little
Marcus "Lil'" Little, interpretato da Doc Shaw, è un ex rapper di successo, che frequenta la Seven Seas High. Conosciuto con il nome d'arte di Lil' Little, ha purtroppo perso la sua fama dopo la pubertà, a causa del cambiamento di voce. Marion Moseby è un suo grande fan e infatti è l'unico dei ragazzi ad andarci d'accordo. Fa la sua prima apparizione nella seconda stagione, in cui viene assegnato come compagno di stanza di Zack. Marcus lascia la nave nella terza stagione nel tentativo di rilanciare la sua carriera, per recitare in un musical basato sulla sua canzone di successo "Ragazza con l'apparecchio".

## Marion Moseby
Marion Moseby, interpretato da Phill Lewis, è il direttore della nave da crociera SS Tipton. Ha uno strano senso dell'umorismo, e si rende in alcuni casi ridicolo di fronte alle altre persone, con battute prive di spirito a cui nessuno ride ad eccezione di lui stesso.
Corteggia la professoressa Tutweiller, e nell'ultimo episodio arriva a farle una proposta di matrimonio, ricevendo una risposta positiva.

## Personaggi secondari
- Woodrow "Woody" Fink, interpretato da Matthew Timmons, è il compagno di stanza di Cody Martin, ed è uno studente della Seven Seas High nato a Cleveland. È molto simile nel carattere a Zack Martin. Come lui ha brutti voti a scuola, è disordinato e disorganizzato. È anche noncurante dell'igiene, tanto che in un episodio ha detto di aver portato per il semestre nel suo bagaglio solo due paia di mutande. Woody è stato responsabile del web-show di London Tipton “Viva me” da quando London si è trasferita con gli altri sulla nave. Ha affermato di avere nove fratelli e sorelle, e nella puntata La sorella di Woody una di loro, Willa, sale a bordo della nave. A differenza del fratello, Willa è molto bella, ma è altrettanto rozza come lui. Nella puntata Il notiziario ha detto che sua madre si è risposata con un uomo di nome Steve, che in diverse occasioni ha dimostrato di disprezzare. Woody si innamora di Addison, e nella terza stagione diventa il suo ragazzo. Nell'ultima puntata si diploma assieme al resto della classe.

- Emma Tutweiller, interpretata da Erin Cardillo, è un'insegnante della Seven Seas High. Emma è molto entusiasta del suo lavoro, ma è spesso frustrata dall'atteggiamento di Cody e Bailey che diverse volte interrompono le sue spiegazioni per correggerla, o anticipano quello che sta per dire. È una appassionata di gatti, tanto da averne più di trenta nella propria cabina. Prima di diventare un insegnante, è stata una ballerina e una annunciatrice del meteo per una televisione del Vermont. Marion Moseby ha cominciato ad avere una certa attrazione per lei dall'inizio della serie, e nell'episodio finale i due si fidanzano ufficialmente.

- Kirby Morris, interpretato da Windell D. Middlebrooks, è l'addetto alla sicurezza della nave. Kirby non ha finito il liceo, essendo stato costretto ad abbandonare gli studi per aiutare la famiglia, ma Zack e Cody lo convincono a sostenere un esame, che gli consente di diplomarsi. Nella puntata Il notiziario si viene a sapere che in passato ha recitato in uno show televisivo chiamato "Boat Cops", rivolto esclusivamente ai passeggeri della SS Tipton.

- Maya Elizabeth Bennett, interpretata da Zoey Deutch, è una studentessa che lavora come cameriera, aiutando Zack, che ha un evidente cotta per lei, a servire le bevande sulla nave. Nell'episodio Il sommergibile quando Woody, London, Zack e Maya sono intrappolati nel sommergibile di London e sono tutti sul punto di morire a causa della mancanza di ossigeno, Maya confessa a Zack che le piace. In seguito, dopo essersi salvati, gli spiega però  che non è ancora pronta per una relazione seria con lui. In Amore e Guerra, Maya diventa la ragazza di Zack. Nell'episodio finale, si diploma e, nonostante sia ancora innamorata di Zack, decide di rompere con lui. Sceglie infatti di andare a vivere per due anni in Ciad e ritiene di non essere in grado di avere una relazione a distanza.

- Addison, interpretata da Rachael Kathryn Bell, è una studentessa della Seven Seas High. È una ragazza iperattiva, che parla tanto e velocemente. Addison ha dimostrato di avere un'attrazione per Woody, ed in Chi la fa, l'aspetti diventa la sua ragazza. Nell'ultimo episodio della serie si diploma.

- Dottor Blanket, interpretato da Michael Hitchcock, è un consulente di orientamento. Lavora sulla SS Tipton come psicologo, sebbene non abbia mai effettivamente studiato psicologia. Utilizza metodi poco ortodossi per aiutare le persone, ma il suo approccio, che egli chiama "il metodo Blanket”, ha aiutato diverse persone della nave a risolvere i loro problemi.

- Moose, interpretato da Hutch Dano, è l'ex ragazzo di Bailey Pickett, con la quale si era lasciato prima che Bailey se ne andasse di casa. Bailey ha deciso di rompere con lui perché riteneva che fosse diventato troppo invasivo e controllasse tutte le sue azioni. Appare in due soli episodi.

- Carey Martin, interpretata da Kim Rhodes è la madre di Zack e Cody. È apparsa in quattro episodi. È stata una dei personaggi principali di Zack e Cody al Grand Hotel.

- Kurt Martin, interpretato da Robert Torti, è il padre di Zack e Cody. È l'ex marito di Carey Martin ed è il leader della banda rock "The Annexes", in cui suona il basso elettrico.

- Maddie Fitzpatrick, interpretata da Ashley Tisdale, appare solamente nell'episodio "Maddie a bordo" della prima stagione, episodio nel quale diventa curiosamente promessa sposa di un principe di 8 anni. È una dei protagonisti di Zack e Cody al grand Hotel e lavora come addetta al banco dei dolci al "Tipton Hotel" di Boston. È la migliore amica di London Tipton nella serie madre.

### Apparizioni
| Personaggio      | Interpretato da      | Stagione 1 | Stagione 2 | Stagione 3 | Totale | Prima apparizione                 | Ultima apparizione                  |
| ---------------- | -------------------- | ---------- | ---------- | ---------- | ------ | --------------------------------- | ----------------------------------- |
| Woody Fink       | Matthew Timmons      | 11         | 17         | 20         | 48     | Primo giorno alla Seven Seas High | Diplomati sul ponte di comando      |
| Emma Tutweiller  | Erin Cardillo        | 7          | 9          | 7          | 23     | Primo giorno alla Seven Seas High | Diplomati sul ponte di comando      |
| Kirby Morris     | Windell Middlebrooks | 4          | 5          | 1          | 10     | Follie sotto le stelle            | Il topo della discordia             |
| Addison          | Rachael Kathryn Bell | 1          | 3          | 3          | 7      | La linea del cambiamento di data  | Diplomati sul ponte di comando      |
| Maya Bennett     | Zoey Deutch          | 0          | 0          | 7          | 7      | Oh mia Maya                       | Diplomati sul ponte di comando      |
| Carey Martin     | Kim Rhodes           | 2          | 0          | 2          | 4      | Primo giorno alla Seven Seas High | Diplomati sul ponte di comando      |
| Arwin Hawkhauser | Brian Stepanek       | 1          | 0          | 2          | 3      | L'amuleto di Afrodite             | Diplomati sul ponte di comando      |
| Dottor Blanket   | Michael Hitchcock    | 0          | 3          | 0          | 3      | Bananafobia                       | Il metodo Blanket                   |
| Moose            | Hutch Dano           | 1          | 0          | 1          | 2      | Molto rumore per nulla            | Accadde a Kettlecorn(seconda parte) |
| Kurt Martin      | Robert Torti         | 1          | 0          | 1          | 2      | Mamma e papà a bordo              | Diplomati sul ponte di comando      |